# Fabrice Begeorgi
Fabrice Begeorgi (* 20. April 1987 in Martigues) ist ein französischer ehemaliger Fußballspieler. Er spielte lange Zeit hauptsächlich auf der Position des linken Außenstürmers, kam jedoch in seiner Zeit bei Werder Bremen meist als linker Außenverteidiger zum Einsatz.

## Karriere
Begeorgi begann erst bei seinem Heimatverein FC Martigues mit dem Fußballspielen, bevor er in der Jugend nach Marseille zu Olympique wechselte. Dort kam er dann bereits in der Saison 2005/06 mit 19 Jahren zweimal im UEFA-Pokal zum Einsatz, nachdem die Stammstürmer der ersten Mannschaft ausgefallen waren. Im Jahr darauf wurde er von den Südfranzosen ausgeliehen, um Spielerfahrung zu sammeln, und er ging zum FC Libourne-Saint-Seurin in der 2. Liga. Dort kam er auch regelmäßig zum Einsatz und spielte eine erfolgreiche Saison, woraufhin ihm Marseille einen Profivertrag anbot.
Trotz Vertrag spielte er erst ein weiteres Jahr auf Leihbasis in Liga 2, in dem er aber wegen eines Kreuzbandrisses nur auf wenige Einsätze kam. 2008 schickte man ihn deshalb erneut zu einem anderen Verein, diesmal ins Ausland nach Deutschland zum Zweitligisten TuS Koblenz; der Vertrag wurde jedoch Anfang 2009 aufgelöst. Daraufhin wurde er an Werder Bremen verliehen, wo er hauptsächlich für die zweite Mannschaft vorgesehen war, jedoch auch dem Kader der ersten Mannschaft angehörte. Zu einem Einsatz in der Bundesliga kam er allerdings nicht.
Zur Saison 2009/10 wurde Begeorgis Vertrag in Marseille aufgelöst, er wechselte in die Ligue 2 zum FC Istres. Seit 2010 spielt er beim Ligakonkurrenten AC Ajaccio. Dort war er zunächst Stammspieler und feierte 2011 mit der Mannschaft den Aufstieg in die Ligue 1, kam danach aber nur noch sporadisch zum Einsatz, auch weil er während der Saison 2011/12 bedingt durch einen Kreuzbandriss für eine längere Zeit ausfiel. Anschließend schaffte er nicht den Weg zurück in die erste Elf und entschied sich im September 2013 für einen Wechsel auf Leihbasis zum Drittligisten ES Uzès Pont du Gard. Er kehrte im Sommer 2014 nach Ajaccio zurück, das gerade aus der Ligue 1 abgestiegen war. Die Saison 2014/15 endete lediglich mit dem Klassenverbleib. Anschließend war er ein halbes Jahr ohne Verein, ehe ihn der rumänische Erstligist Petrolul Ploiești verpflichtete. Dort konnte er mit seiner Mannschaft den Abstieg 2016 nicht vermeiden. Im Sommer 2016 wechselte er zum andorranischen Verein UE Engordany. Ein Jahr später schloss er sich dem französischen Viertligisten US Le Pontet an. Seit dem Sommer 2018 spielt er erneut in Andorra, dieses Mal bei UE Sant Julià.